# Milan-San Remo 1987
L'édition 1987 de la course cycliste Milan-San Remo s'est déroulée le samedi 21 mars et a été remportée par le Suisse Erich Maechler. Maechler était le dernier rescapé d'une échappée partie à 180 kilomètres de l'arrivée.

## Classement final
|    | Cycliste            | Pays     | Équipe                 | Temps           |
| -- | ------------------- | -------- | ---------------------- | --------------- |
| 1  | Erich Maechler      | Suisse   | Carrera Jeans          | 7 h 00 min 52 s |
| 2  | Eric Vanderaerden   | Belgique | Panasonic-Merckx-Agu   | + 6 s           |
| 3  | Guido Bontempi      | Italie   | Carrera Jeans          | + 8 s           |
| 4  | Sean Kelly          | Irlande  | KAS                    | + 8 s           |
| 5  | Giuseppe Calcaterra | Italie   | Atala-Ofmega           | + 8 s           |
| 6  | Teun van Vliet      | Pays-Bas | Panasonic-Merckx-Agu   | + 8 s           |
| 7  | Paul Popp           | Autriche | Paini-Bottecchia-Sidi  | + 8 s           |
| 8  | Franco Chioccioli   | Italie   | Gis Gelati-Jollyscarpe | + 8 s           |
| 9  | Dag Erik Pedersen   | Norvège  | Ariostea               | + 8 s           |
| 10 | Rolf Sørensen       | Danemark | Remac-Fanini           | + 8 s           |